# Ciudad de Lago Macquarie
La ciudad de Lago Macquarie es un área de gobierno local (LGA) en la región de Hunter en el estado de Nueva Gales del Sur, Australia. Fue proclamada ciudad el 7 de septiembre de 1984. Limita con la ciudad de Newcastle y forma parte del área metropolitana de esta ciudad. Se encuentra aproximadamente a unos 150 km al norte de Sídney. Una de sus principales atracciones turísticas es su lago, también llamado   lago Macquarie
El alcalde de la ciudad es el concejal Adam Shultz, miembro del Partido Laborista.
El buque HMAS Tobruk de la Real Armada Australiana obtuvo el derecho de entrada libre a la ciudad el 9 de agosto de 1991.

## Historia
El condado de Lage Macquarie fue proclamado el 6 de marzo de 1906. Se convirtió en municipio el 1 de marzo de 1977 y en ciudad el 7 de septiembre de 1984.

## Suburbios, pueblos y aldeas
La ciudad de Lago Macquarie alberga varios barrios costeros destacados, como Catherine Hill Bay, Caves Beach, Blacksmiths y Redhead. Entre los centros comerciales y minoristas se encuentran Belmont, Cardiff, Charlestown Glendale, Swansea, Toronto y Morisset.
Los pueblos y aldeas de la ciudad se dividen en tres distritos: Este, Norte y Oeste.
La Oficina Australiana de Estadísticas clasifica varias ciudades y suburbios del Área de Gobierno Local como parte del Distrito Estadístico del Gran Newcastle. La ciudad de Lago Macquarie tiene su propio gobierno local independiente (Ayuntamiento de Lago Macquarie). El centro comercial más grande de la zona es Charlestown.

## Demografía
La zona está formada por un conjunto de pueblos contiguos que rodean un lago costero de agua salada. Estos pueblos se fusionan con los suburbios de Newcastle, situados al norte. Algunos suburbios, como Adamstown Heights, se encuentran en parte en la ciudad de Newcastle y en parte en la ciudad de Lago Macquarie. Se han identificado 92 asentamientos, que van desde pequeñas comunidades de estilo rural hasta zonas más grandes y con mayor densidad de población, como Toronto, Warners Bay, Belmont, Charlestown y Morisset.
| Suburbios de Lago Macquarie (2021) | Suburbios de Lago Macquarie (2021) | Suburbios de Lago Macquarie (2021) |
| ---------------------------------- | ---------------------------------- | ---------------------------------- |
| Charlestown                        | 13,601                             |                                    |
| Cameron Park                       | 9,977                              |                                    |
| Warners Bay                        | 8,237                              |                                    |
| Belmont                            | 7,289                              |                                    |
| Cooranbong                         | 7,077                              |                                    |
| Eleebana                           | 6,460                              |                                    |
| Edgeworth                          | 6,401                              |                                    |

En el censo de 2011, había 189 006 personas en el área del gobierno local de Lago Macquarie, de las cuales el 48,8 % eran hombres y el 51,2 %, mujeres. Los aborígenes e isleños del Estrecho de Torres representaban el 3,0 % de la población, superando la media nacional y estatal. La edad media de los habitantes de la ciudad de Lago Macquarie era de 41 años, más alta que la media nacional, que era de 37 años. Los niños de entre 0 y 14 años representaban el 18,6 % de la población, mientras que las personas de 65 años o más representaban el 18,4 %. De las personas de 15 años o más que vivían en la zona, el 51,0 % estaban casadas y el 12,2 % se habían divorciado o separado.
El crecimiento demográfico en la ciudad de Lago Macquarie entre el censo de 2001 y el de 2006 fue del 3,36 %, y del 3,20 % en los cinco años siguientes hasta el censo de 2011. En comparación con el crecimiento total de la población de Australia durante los mismos periodos, que fue del 5,78 % y del 8,32 % respectivamente, el crecimiento demográfico en el área del gobierno local de Lago Macquarie fue aproximadamente la mitad de la media nacional. La renta semanal media de los residentes de la ciudad de Lake Macquarie fue ligeramente inferior a la media nacional.
En el censo de 2011, la proporción de residentes en el área de gobierno local de Lago Macquarie que declararon su ascendencia como australiana o anglocelta superó el 81% de todos los residentes (el promedio nacional fue del 65,2%). Más del 58 % de los habitantes de la ciudad de Lago Macquarie se declararon cristianos en el censo de 2011, lo que supuso un porcentaje ligeramente superior a la media nacional del 50,2 %. Por otra parte, en la fecha del censo, en comparación con la media nacional, los hogares del área del gobierno local de Lago Macquarie tenían una proporción significativamente inferior a la media (5,4 %) de hogares en los que se hablaban dos o más idiomas (la media nacional era del 20,4 %), y una proporción significativamente superior (93,0 %) de hogares en los que solo se hablaba inglés en casa (la media nacional era del 76,8 %).

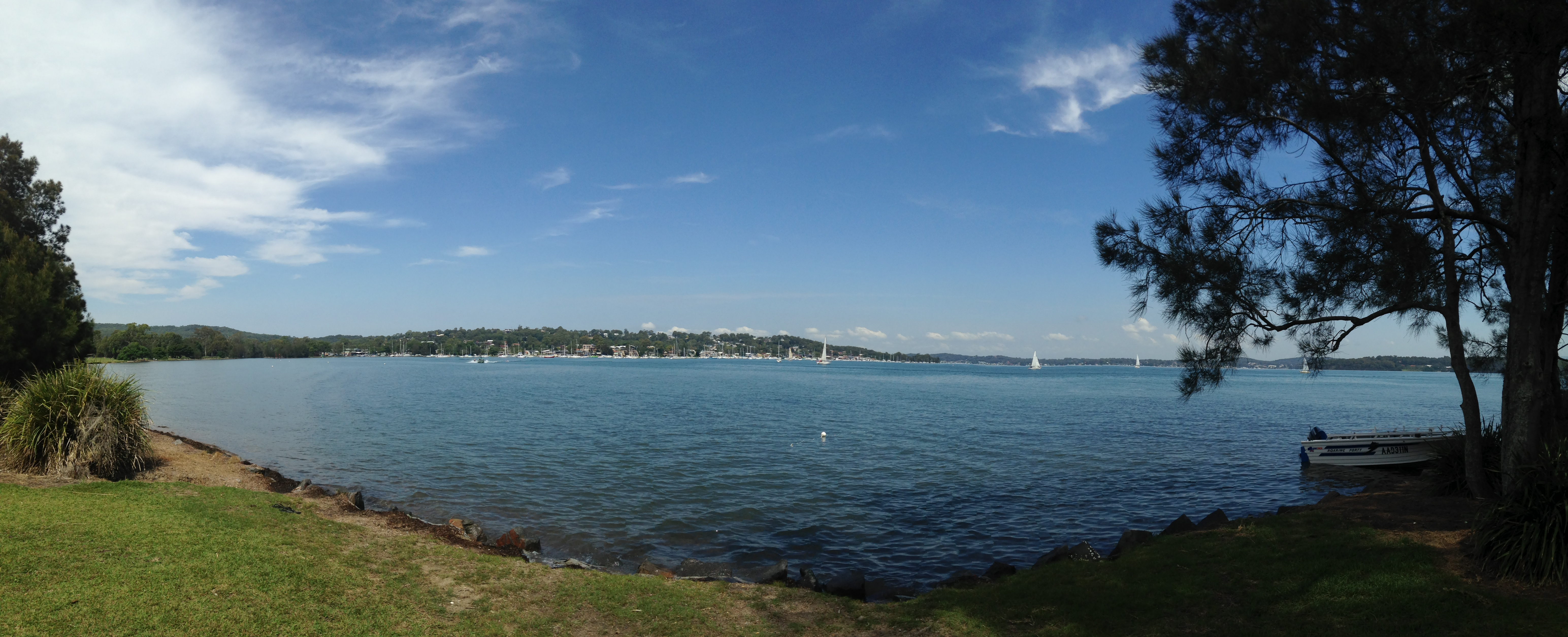
El lago Macquarie en la bahía de Croudace

## Economía
Lago Macquarie tiene una importante industria minera de carbón y también industrias agrícolas y manufactureras más pequeñas. La central eléctrica de Eraring, una central eléctrica de carbón de la década de 1980, suministra el 25% de la energía de Nueva Gales del Sur. Lago Macquarie cuenta con varios humedales construidos y el ayuntamiento pone énfasis en el medio ambiente.

## Composición del ayuntamiento
El Ayuntamiento de Lake Macquarie está compuesto por trece concejales, incluido el alcalde, por un mandato fijo de cuatro años. El alcalde es elegido directamente, mientras que los otros doce concejales son elegidos proporcionalmente en tres distritos separados, cada uno de los cuales elige cuatro concejales. 

## Centros comerciales
Los principales centros comerciales son:
- Plaza de Charlestown
- Stockland Glendale
- Plaza de Lago Macquarie

## Artes y cultura
Lago Macquarie cuenta con numerosos centros culturales y artísticos: 
- Casa Dobell - última residencia de William Dobell, Wangi Wangi
- Galería Finite, Bellas Artes y Artesanías de Caves Beach
- Galería de Arte de la Ciudad de Lake Macquarie, Booragul
- Museo de las Islas del Mar del Sur y Casa Histórica Sunnyside, Cooranbong
- Los Amigos de Rathmines Incorporated, Rathmines Park

## Ciudades hermanas
La ciudad de Lake Macquarie tiene relaciones de ciudad hermana con las siguientes ciudades: 